# 神戸市立博物館

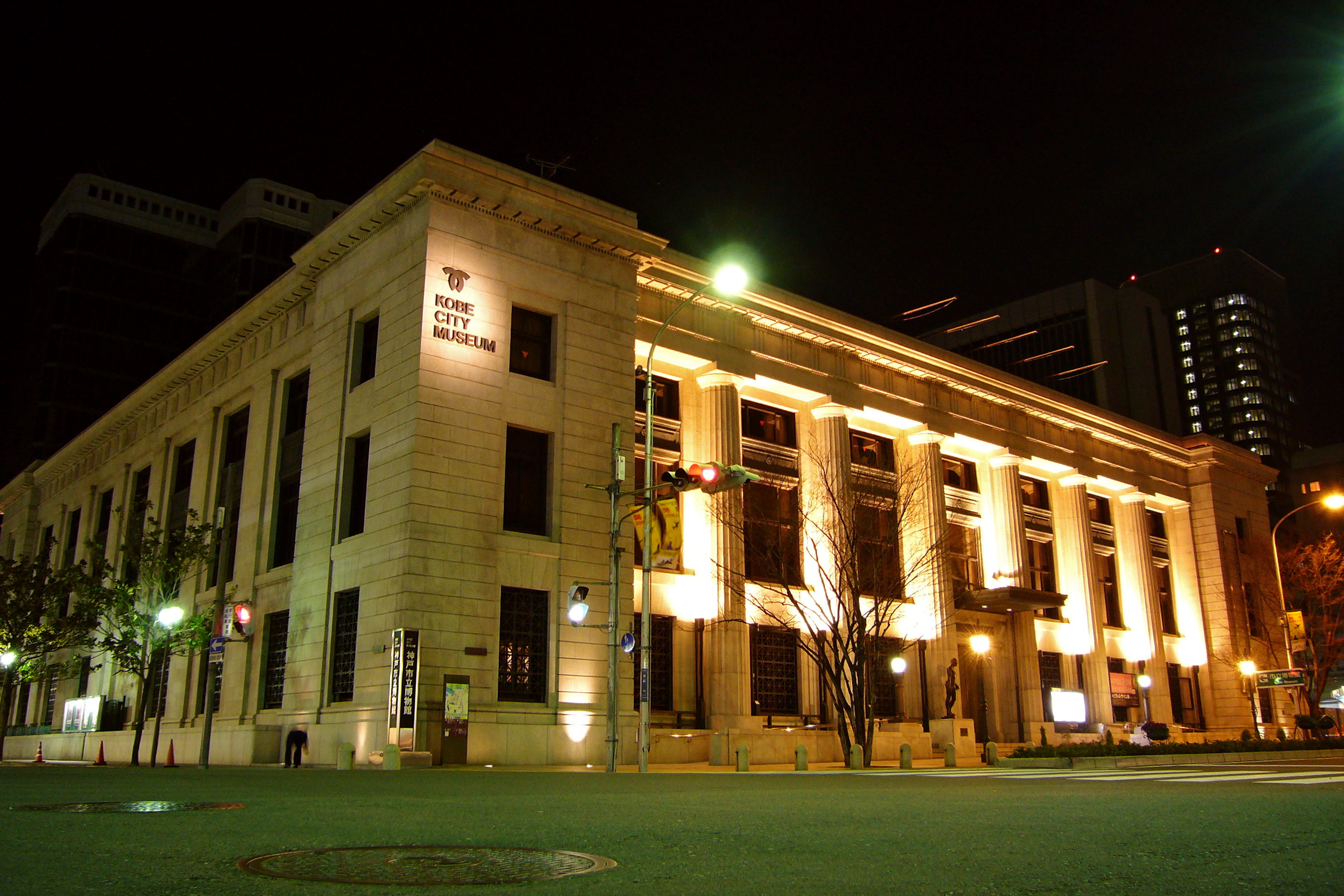
ライトアップされた神戸市立博物館

フランシスコ・ザビエル像

神戸市立博物館（こうべしりつはくぶつかん、Kobe City Museum）は、神戸市中央区京町にある人文科学系博物館である。神戸市立南蛮美術館と神戸市立考古館が統合し、1982年（昭和57年）に開館した。
「国際文化交流－東西文化の接触と変容」を基本テーマとし、国宝「桜ヶ丘銅鐸」を含む考古学資料や古地図、重要文化財の「南蛮屛風」、「聖フランシスコ・ザビエル像」や「織田信長像」といった著名な美術品、および金山平三や小磯良平ら神戸ゆかりの芸術家の作品等、約7万点を所蔵し、一部を展示している。
日本博物館協会会員館、兵庫県博物館協会加盟館。博物館法に基づく登録博物館である。またひょうごっ子ココロンカード、のびのびパスポートの対象施設になっている。

## 館長
- 井尻昌一：1982年4月 - 1989年11月
- 杉田文夫：2003年5月 - 2005年3月
- 西川和機：2005年5月 - 2007年4月[6]
- 梶本日出夫：2010年1月 - 2016年3月[7]
- 大谷幸正：2016年4月 -
- 鳥居聡：
- 油井洋明：現職

## 旧南蛮美術館
神戸市立博物館の前身の一つは神戸市立南蛮美術館である。この南蛮美術館のさらに前身は、神戸市出身の池長孟が自らの収集品を展示して1940年（昭和15年）に開館した私立池長美術館であった。池長美術館は、池長が昭和時代初期から収集を始めた南蛮紅毛美術（南蛮美術・紅毛美術）の収集品を展示する施設として、神戸市葺合区（現・中央区）熊内町に開館した。しかし、開館当時は戦時色の濃い時代であり、美術館は数回の展示を行った後、第二次世界大戦中の1944年（昭和19年）に休館した。
コレクションの散逸を恐れた池長は、第二次世界大戦敗戦後に建物とコレクションを神戸市に譲渡し、神戸市ではこれを基に1951年（昭和26年）に「市立神戸美術館」を開館した。その後、1965年（昭和40年）の「神戸市立南蛮美術館」への改称を経て、長年にわたって神戸市における南蛮美術の拠点としての役割を担ったが、1982年（昭和57年）に神戸市立博物館へと統合され閉館した。旧南蛮美術館の建物は神戸市文書館として使用されている。

## 建物
1935年（昭和10年）に竣工した新古典主義様式の建物は、旧三菱銀行本店や丸ビル旧館などを手がけた建築家・桜井小太郎の遺作であり、横浜正金銀行神戸支店として建設され、戦後は後身の東京銀行神戸支店として使用された建物である。同行神戸支店の旧警察署跡地への移転に伴い神戸市の所有となった。神戸市立考古館から神戸市立博物館へ転用するにあたって1982年（昭和57年）に大規模な増改築が行われたが、国の登録有形文化財として登録されている。
日没から22時までライトアップされる。

## 主な収蔵品

### 国宝

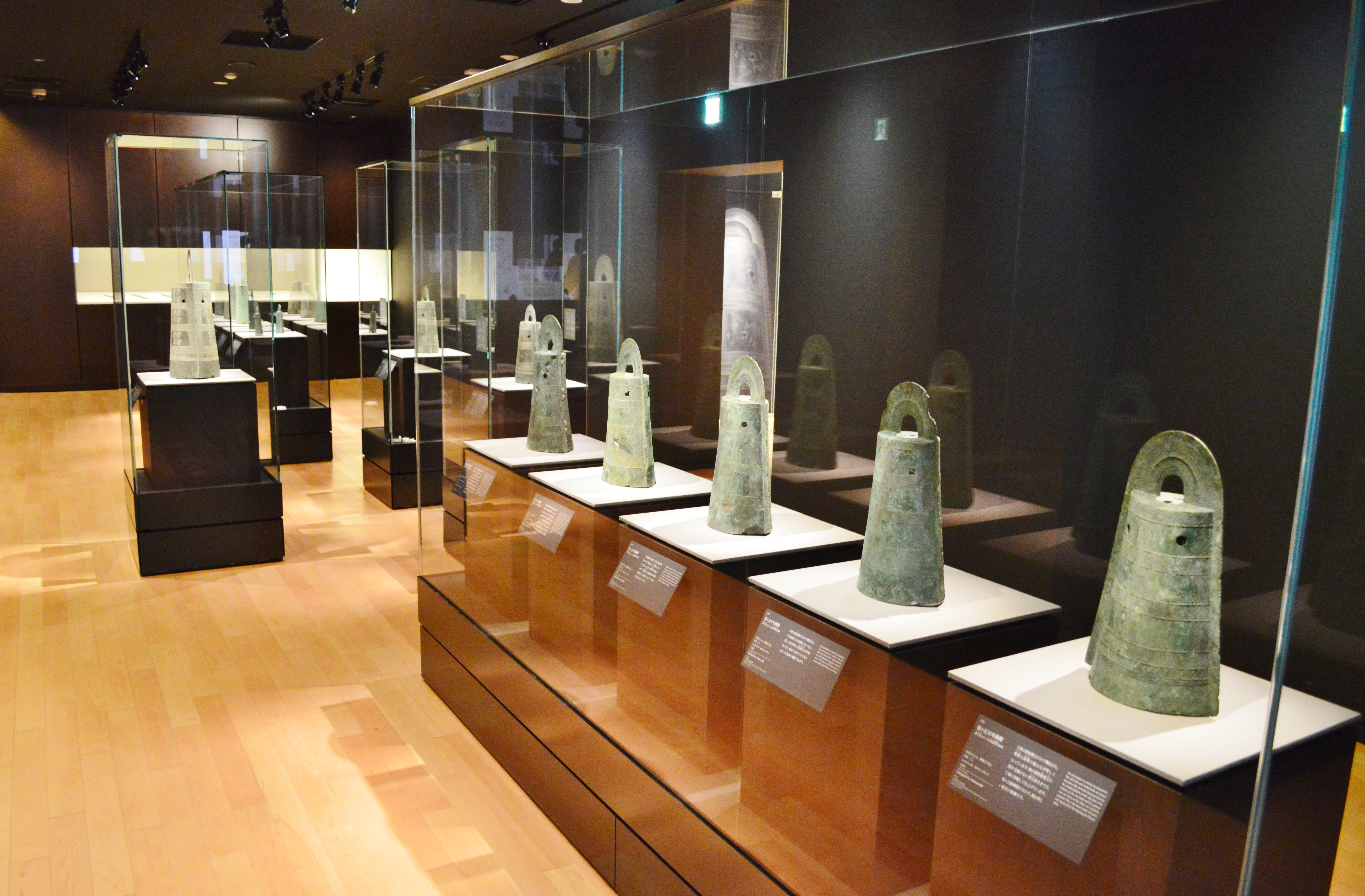
桜ヶ丘銅鐸

- 桜ヶ丘町出土銅鐸・銅戈（どうか）
（正式の国宝指定名称は「袈裟襷文銅鐸（両面在画像）2口、袈裟襷文銅鐸8口、銅鐸1口、流水文銅鐸3口、銅戈7口（兵庫県神戸市灘区桜ヶ丘町出土）」。袈裟襷文銅鐸のうち2口（桜ヶ丘4号・5号銅鐸）は表面に画像を鋳出した「絵画銅鐸」である。

### 重要文化財（国指定）
- 紙本著色泰西王侯騎馬図　四曲屏風一隻
- 紙本著色四都図・世界図　八曲屏風一双

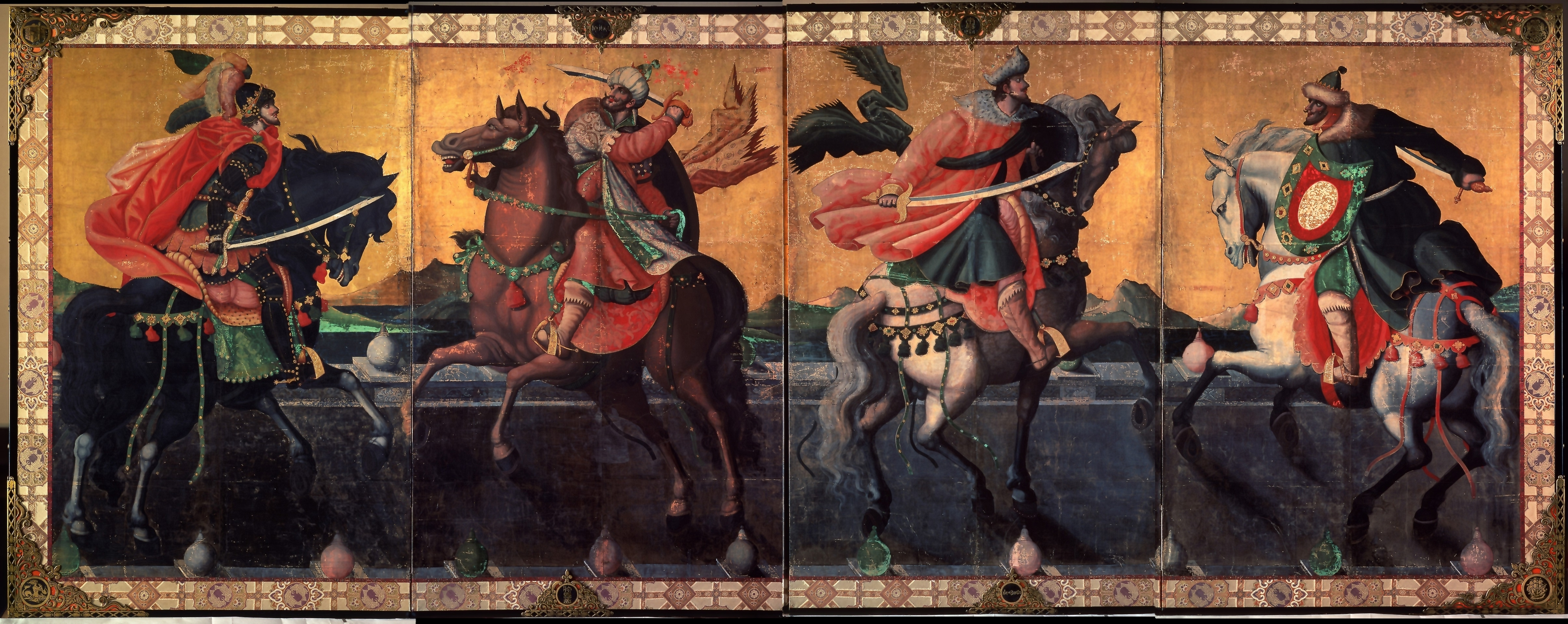
泰西王侯騎馬図

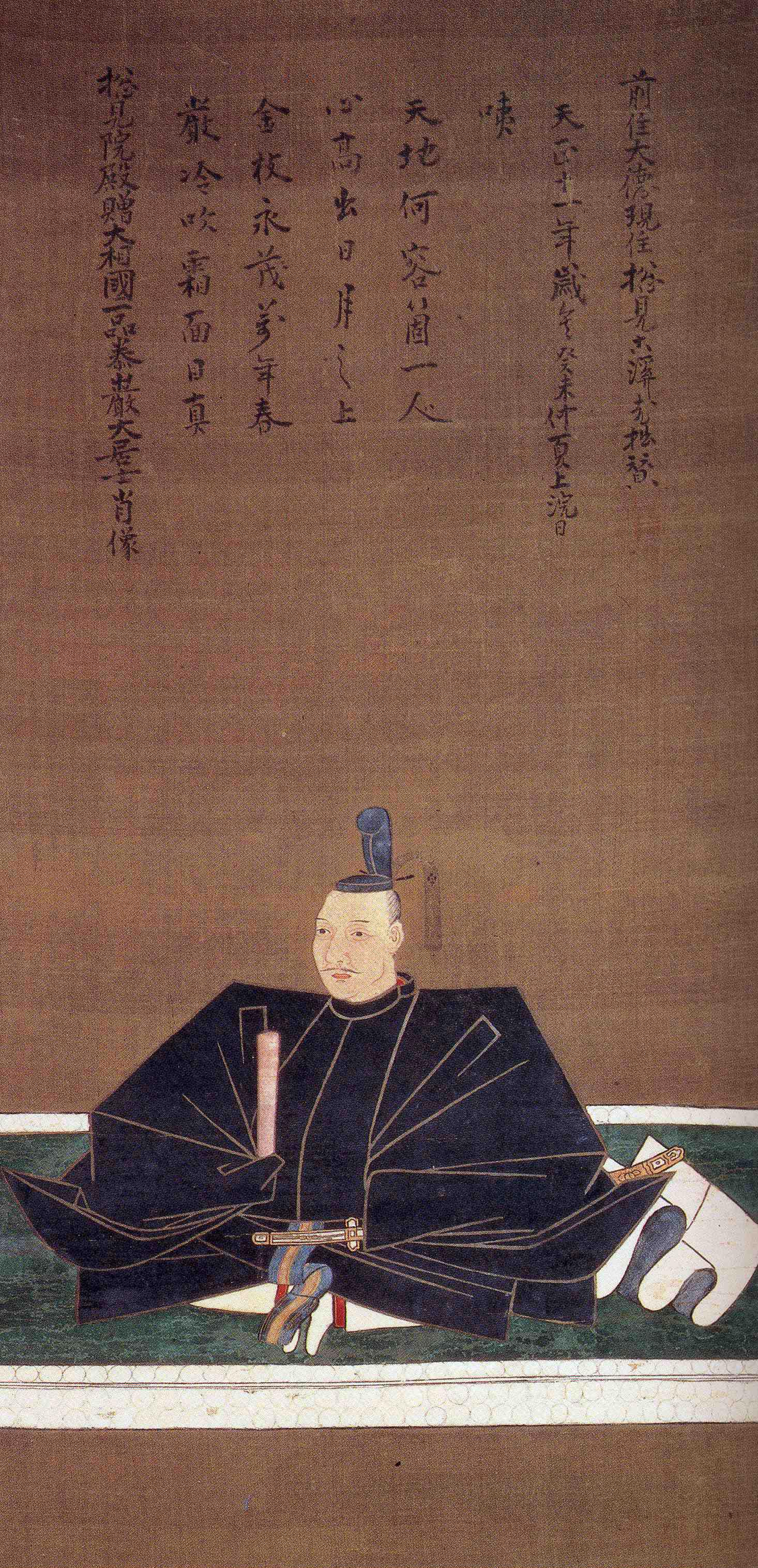
織田信長像

- 紙本金地著色南蛮人渡来図（南蛮屏風）　狩野内膳筆　六曲屏風一双
- 絹本著色織田信長像 天正11年古溪宗陳賛（1583年）
- 紙本著色相州鎌倉七里浜図　司馬江漢筆 二曲屏風一隻（当初は絵馬）寛政8年（1796年）
- 紙本著色フランシスコ・ザビエル像

### その他
- 西洋二武人図、師父二童子図 （重要美術品）
- 伝福岡県内経塚出土遺物 （重要美術品）
- ロダン「ジャン・ド・フィエンヌ（カレーの市民より）」（1836年）
- 「びいどろ史料庫コレクション」 - 質・量ともに日本最大級のガラス工芸コレクション。江戸時代のガラス研究の第一人者であった棚橋淳二博士から寄贈された[8]。

| 南蛮人渡来図 狩野内膳筆（右隻） |  | 四都図 |
| 南蛮人渡来図 狩野内膳筆（右隻） |  | 四都図 |

## 施設
- 展示室1 - 5
- 講堂
- 書室
- 学習
- 喫茶室「エトワール」
- ギャラリー
- ミュージアムショップ

## 建物概要
- 設計 - 桜井小太郎
- 増改築設計 - 神戸市、坂倉建築研究所
- 竣工 - 1935年（昭和10年）
- 増改築竣工 - 1982年（昭和57年）
- 国の登録有形文化財、および近代化産業遺産（「旧居留地銀行ビル群、海岸通商業ビル群」の一部）

## 交通アクセス
- JR神戸線および阪神本線 元町駅 徒歩8分
- 阪神本線 神戸三宮駅 徒歩8分
- 阪急 神戸三宮駅 徒歩10分
- JR神戸線 三ノ宮駅 徒歩10分
- 神戸市営地下鉄海岸線 旧居留地・大丸前駅 徒歩5分
- 神戸市営地下鉄西神・山手線 三宮駅 徒歩10分
- ポートライナー 三宮駅 徒歩10分
- 山陽新幹線 新神戸駅 自動車10分

## ギャラリー

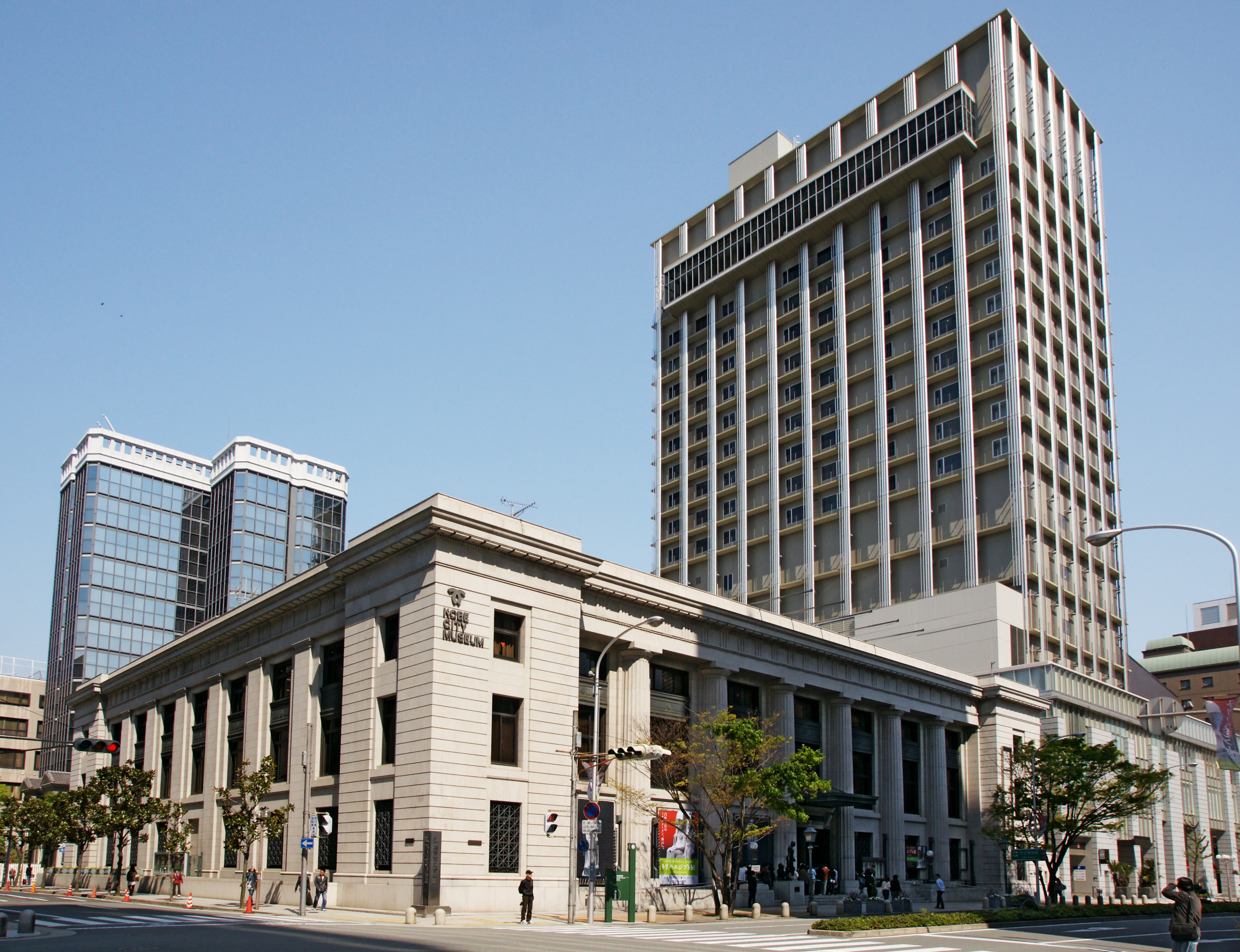
南東方向
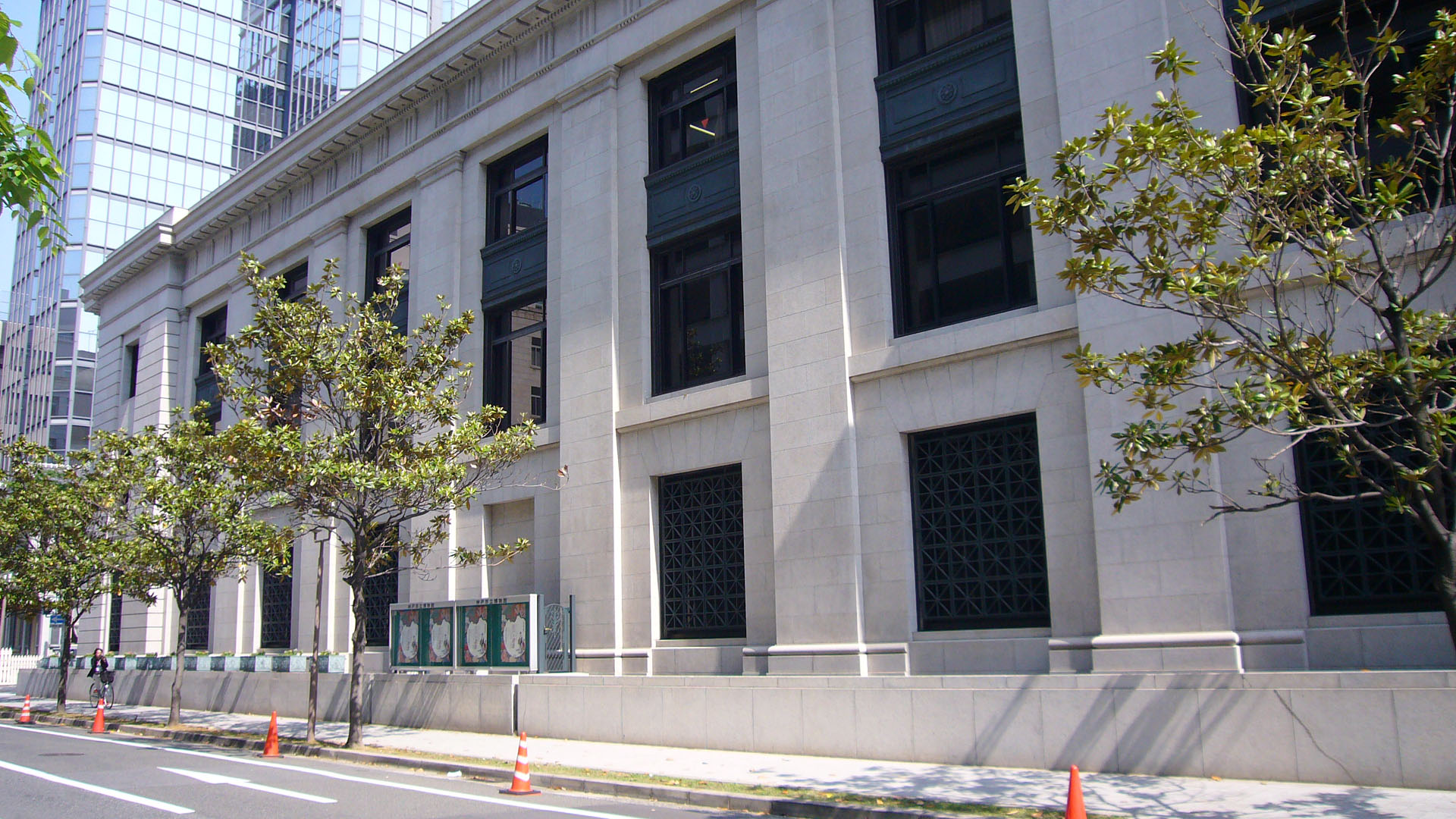
南側

## 博物館への脅迫事件
2013年2月から4月には「中国王朝の至宝」という特別展が開かれることとなった。これに対して政治団体の男性が博物館に電話をかけ無期限延期を要求した。だが博物館はこれに応じず特別展を開いた。開かれている間には街宣車による抗議が行われた。これに対して兵庫県警は4月10日、政治団体の男性を暴力行為処罰法違反容疑で逮捕した。